# Пшиборово (Шамотульський повіт)
Пшиборово (пол. Przyborowo, нім. Freital) — село в Польщі, у гміні Шамотули Шамотульського повіту Великопольського воєводства.
Населення — 129 осіб (2011).
У 1975-1998 роках село належало до Познанського воєводства.

## Демографія
Демографічна структура станом на 31 березня 2011 року:
|          | Загалом | Допрацездатний вік | Працездатний вік | Постпрацездатний вік |
| -------- | ------- | ------------------ | ---------------- | -------------------- |
| Чоловіки | 64      | 16                 | 43               | 5                    |
| Жінки    | 65      | 19                 | 39               | 7                    |
| Разом    | 129     | 35                 | 82               | 12                   |